# Klaus Gottschalk
Klaus Gottschalk (* 5. November 1937; † 30. Dezember 2020) war ein deutscher Sportmediziner und Hochschullehrer.

## Leben
Gottschalk war in den 1960er und 1970er Jahren unter anderem an Forschungsarbeiten zu den Themen „maximale Druck- und Zugkraft bei Straßenfahrern“, „Stoffwechseluntersuchungen an Fechtsportlern der Leistungsklasse“, zu sportmedizinischen Möglichkeiten bei der Beschleunigung der Wiederherstellung zur Erhöhung der Leistungsfähigkeit, zu „Fragen einer leistungsphysiologisch begründeten Belastungsgestaltung und der Erhöhung der Belastungsverträglichkeit“, der Leistungsdiagnostik in den Zweikampfsportarten, „Verhalten des Laktats nach turnerischen Belastungen“ und zur Trainings- und Wettkampfvorbereitung beteiligt. Und er veröffentlichte Aufsätze über die isometrische Muskelkraftentwicklung, über den „Einfluss der gegenwärtigen Belastungsgestaltung im Leistungssport auf das Anpassungsverhalten des Herz-Kreislauf-Systems“, die Anpassung von Sportlern klimatische Bedingungen sowie zu „Möglichkeiten zur Bestimmung des Funktions- und Trainingszustandes der Athleten“. 1979 brachte er das Buch „Die Hygiene der Lebensgestaltung des Sportlers als Voraussetzung für die Leistungsentwicklung“ heraus.
Er hatte an der Deutschen Hochschule für Körperkultur (DHfK) in Leipzig von 1980 bis 1987 einen Lehrstuhl für Sportmedizin inne. Während seiner Zeit an der DHfK befasste er sich unter anderem mit sportmedizinisch-biomechanischen Aspekten der Trainingsgestaltung, der „Kardiodynamik im Sport“, den Aspekten „Biorhythmus, Wiederherstellung, Hygiene, Sport unter besonderen Bedingungen“, veröffentlichte die Bücher „Grundlagen der Sportmedizin: Erkrankungen, Verletzungen“ und „Grundlagen der Sportmedizin: biologische Entwicklung und Anpassung“ sowie im Rahmen der „Studienanleitung zum Lehrgebiet Sportmedizin“ das Werk „Konsultationsschwerpunkte Sportmedizin“.
1987 wechselte Gottschalk von Leipzig nach Halle und trat an der Martin-Luther-Universität eine Professur für Sportmedizin an, welche er bis 2002 innehatte. Von 1976 bis 1988 war er Vorsitzender der Bezirksgruppe Leipzig der Gesellschaft für Sportmedizin. Von 1975 bis 1990 gehörte er der Zentralen Facharztprüfungskommission an und war im Zeitraum 1979 bis 1990 Redaktionsmitglied bei der Zeitschrift „Medizin und Sport“.
Bei der Gründung des Stadtsportbundes Halle im Jahr 1990 gehörte Gottschalk zu den Mitgliedern des ersten Vorstandes.
Er trug teils Beiträge zur Zeitschrift „Beiträge zur Sportgeschichte“ bei, 2004 veröffentlichte Gottschalk gemeinsam mit Waldemar Cierpinski das Buch „Sprich wörtlich Sport: Sprichwörtliches und Nachdenkliches zu Gesundheit und Sport von der Antike bis zur Gegenwart“. 2007 trug er zum Buch „Deutsche Hochschule für Körperkultur Leipzig 1950–1990“ das Kapitel „Der Beitrag der DHfK zur Ausbildung von Fachärzten für Sportmedizin“ bei.